# Слабая производная
«Слабая производная» (в математике) — обобщение понятия производной функции («сильная производная») для функций, интегрируемых по Лебегу (то есть из пространства {\displaystyle L_{1}}), но не являющихся дифференцируемыми.

## Определение
Пусть {\displaystyle u} — функция из {\displaystyle L^{1}([a,b])}. Функцию {\displaystyle v(t)} из {\displaystyle L^{1}([a,b])} называют «слабой производной» {\displaystyle u}, если
{\displaystyle \int _{a}^{b}u(t)\varphi '(t)dt=-\int _{a}^{b}v(t)\varphi (t)dt}
для всех непрерывно дифференцируемых функций {\displaystyle \varphi } при {\displaystyle \varphi (a)=\varphi (b)=0}. Это определение основано на методе интегрирования по частям.
Обобщая на {\displaystyle n} измерений, если {\displaystyle u} и {\displaystyle v} принадлежат пространству {\displaystyle L_{loc}^{1}(U)} локально интегрируемых функций для некоторой области {\displaystyle U\subset \mathbb {R} ^{n}}, и если {\displaystyle \alpha } — это мультииндекс, то {\displaystyle v} называется слабой производной {\displaystyle u} порядка {\displaystyle \alpha }, если
{\displaystyle \int _{U}uD^{\alpha }\varphi =(-1)^{|\alpha |}\int _{U}v\varphi }
для всех {\displaystyle \varphi \in C_{c}^{\infty }(U)} — финитных в {\displaystyle U} бесконечно гладких функций.
Если у функции {\displaystyle u} есть слабая производная, то её часто обозначают через {\displaystyle D^{\alpha }u}, так как она единственна с точностью до множества меры нуль.

## Примеры
- Функция u : [−1, 1] → [0, 1], u(t) = |t|, которая не имеет производной в точке t = 0, тем не менее имеет на промежутке [−1, 1] слабую производную v, так называемую «функцию знака» (sgn), определяемую следующим соотношением:

{\displaystyle v\colon [-1,1]\to [-1,1]\colon t\mapsto v(t)={\begin{cases}1,&t>0;\\0,&t=0;\\-1,&t<0.\end{cases}}}
Это не единственная производная u: всякая функция w совпадающая с v почти всюду также будет слабой производной u. Обычно это не является проблемой, так как с точки зрения и пространств Lp, и пространств Соболева они эквивалентны.
- Характеристическая функция множества рациональных чисел D (Функция Дирихле) нигде не дифференцируема, но слабую производную имеет всюду. Так как мера Лебега рациональных чисел равна нулю, то

{\displaystyle \int D(t)\varphi (t)dt=0}
Таким образом, {\displaystyle v(t)\equiv 0} есть слабая производная функции D. Это должно быть интуитивно понятно, ведь D в пространстве Lp эквивалентна тождественному нулю.

## Свойства
- Если две функции являются слабыми производными одной и той же функции, то они совпадают на множестве полной меры (почти всюду). Если, как принято в пространствах {\displaystyle L_{p}}, полагать почти всюду равные функции эквивалентными, то слабая производная определена единственным образом.

- Если u имеет обычную («сильную») производную, тогда она будет являться слабой производной. В этом смысле, слабая производная является обобщением сильной. Более того, классические правила для производных от суммы и от произведения функций сохраняются и для слабых производных.

## Развитие
Понятие слабой производной заложило основу для построения т. н. слабых решений в пространстве Соболева, которые оказались полезными в теории дифференциальных уравнений и в Функциональном анализе.